# LGBT práva v Rakousku

Duhová mapa Rakouska

Práva leseb, gayů, bisexuálů a trans lidí (LGBT) se v Rakousku v poslední době značně rozvinula.
Mužská i ženská stejnopohlavní sexuální aktivita je v Rakousku legální. Od roku 2010 smějí homosexuální páry uzavírat registrované partnerství, od roku 2013 je jim umožněná adopce dítěte partnera a po lednu 2016 po nálezu rakouského ústavního soudu i společné osvojování dětí. 5. prosince 2017 legalizoval rakouský Ústavní soud stejnopohlavní manželství s tím, že nejpozdější datum účinnosti této nové legislativy je od 1. ledna 2019.
Z důvodu vysokého vlivu římskokatolické církve mělo Rakousko v minulosti tendenci být k liberalizaci zákonů a sociálních postojů vůči sexuálním menšinám pomalejší. Ve 20. letech 21. století dochází však i k rozvoji pastoračních aktivit pro LGBT osoby. Navzdory pozitivnímu vývoji však stále značná část rakouské LGBT minority uvádí, že ve své odlišnosti od většinové společnosti vidí problém. V červnu 2019 se nově jmenovaná rakouská ministryně školství Iris Eliisa Rauskalaová stala první členkou spolkové vlády, která se otevřeně hlásí k homosexuální orientaci.

## Zákony týkající se stejnopohlavních sexuálních aktivit
Stejnopohlavní sexuální styk zde byl legalizován v r. 1971, legální věk způsobilosti byl pro obě orientace vyrovnán až v r. 2002 z rozhodnutí soudu. LGBT osoby můžou sloužit v armádě.

## Stejnopohlavní soužití

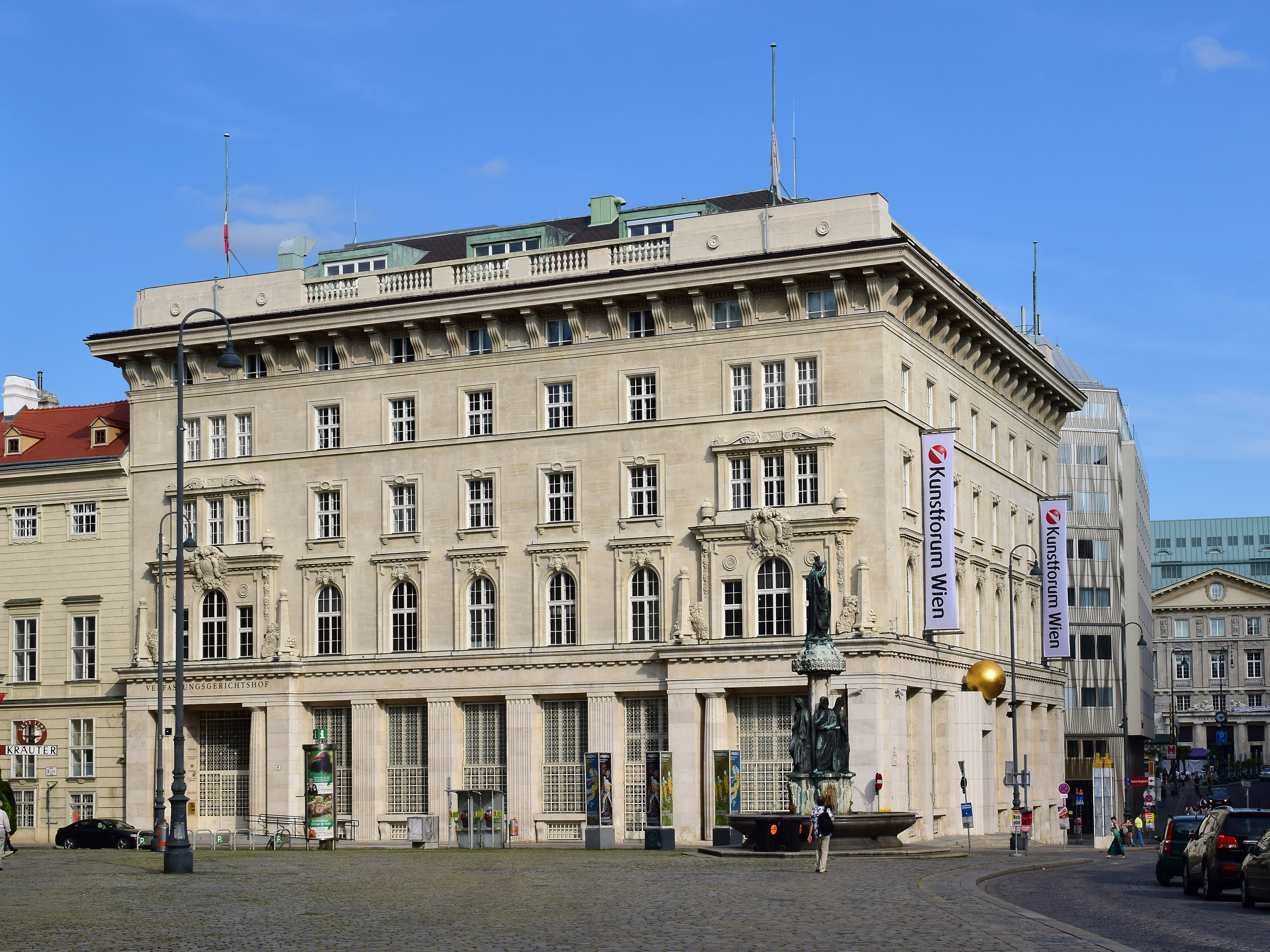
Rakouský ústavní soud (Verfassungsgerichtshof) se proslavil několika průlomovými nálezy ve prospěch LGBT práv, včetně toho, který v prosinci 2017 podpořil legalizaci stejnopohlavního manželství.

Po rozhodnutí Evropského soudu pro lidská práva v kauze Karner vs. Rakousko z roku 2003 mají homosexuální páry žijící ve společné domácnosti stejná práva a povinnosti jako nesezdané heterosexuální páry.
Zákon o registrovaném partnerství byl původně plánován na rok 2007, ale nakonec začal v Rakousku platit od 1. ledna 2010.
Před nálezem Ústavního soudu legalizujícím stejnopohlavní manželství odmítala rakouská vláda legalizovat sňatky párů stejného pohlaví kvůli odmítavému postoji Rakouské lidové strany (ÖVP). Zelení nicméně předložili parlamentu vlastní návrh příslušného zákona a v roce 2015 předložila občanská iniciativa „Ehe Gleich!“ parlamentu petici s požadavkem na legalizaci stejnopohlavního manželství. Kromě toho také podala žalobu proti stávající právní úpravě manželství. Žalobě soud však nevyhověl. Druhé žaloba se k soudu dostala 21. března 2016 v Linci, nicméně 15. dubna 2016 byla též zamítnuta.
5. prosince 2017 prohlásil Ústavní soud, že zákaz uzavírání sňatků stejnopohlavními páry je neústavní. Bylo zlegalizováno k 1. lednu 2019.

## Adopce a plánování rodiny
19. února 2013 rozhodl Evropský soud pro lidská práva v kauze X a ostatní vs. Rakousko tak, že registrovaný partner/ka má právo přisvojit si biologické dítě svého stejnopohlavního protějšku. V reakci na to přijal 4. července 2013 rakouský parlament novelu zákona o registrovaném partnerství, která umožňuje adopci dítěte registrovaného partnera. Zákon se stal účinným 1. srpna 2013.
V lednu 2015 shledal Ústavní soud Rakouské republiky zdejší zákon o rodině za neústavní, neboť odpíral stejnopohlavním párům možnost společně si osvojit dítě, a vydal nařízení tuto chybu napravit do 31. prosince 2015 tak, aby byla společná adopce dětí umožněná jak heterosexuálním, tak i homosexuálním párům. 30. října 2015 oznámil ministr vnitra, že neústavní dodatek zákona o rodině by neměl být do svého úplného odstranění nadále uplatňován, tedy že by samotný rozsudek Ústavního soudu měl znamenat jeho zrušení, ačkoli nový zákon nabývá účinnosti až k 1. lednu 2016.
Spolu s přijetím nového zákona o rodině byl lesbickým párům umožněn přístup k asistované reprodukci.

## Anti-diskriminační zákony
Zákoník práce přijal anti-diskriminační novelu v r. 2004 s následnou realizací legislativy EU zakazující diskriminaci. 6 z 9 spolkových republik přijalo anti-diskriminační zákony zakazující rovněž diskriminaci na základě sexuální orientace. V roce 1993 Policejní správa vydala nařízení, podle něhož by se příslušníci měli zdržet jakéhokoliv chování, které by vzbuzovalo dojem předsudků nebo by mohlo vypadat jako diskriminace na základě sexuální orientace.
Spolková země Vídeň vydala zákony proti diskriminaci už v r. 2002 a jedno z rakouských měst Bludenz přijalo anti-diskriminační deklaraci zahrnující i sexuální orientaci už v r. 1998. Federální zákony tudíž teoreticky chrání všechny občany, ale realita je taková, že nezahrnují sexuální orientaci a několik ústavních soudců to prohlásilo za nerovný přístup.
V roce 2015 přijal rakouský parlament novelu trestního zákoníku kriminalizující homofobní trestné činy a nenávistné projevy. Nová právní úprava se stala účinnou od 1. ledna 2016.

## Práva translidí
Translidem je v Rakousku umožněná úřední změna pohlaví, včetně výměny veškerých osobních dokladů, aniž by byli nuceni podstoupit chirurgický zákrok.
14. března 2018 rozhodl rakouský ústavní soud, že intersexuální osoby, tedy bez jednoznačných primárních pohlavních znaků, u nichž nelze spolehlivě určit, zda se jedná o muže nebo o ženu, si mohou vybrat, zda budou mít ve svém rodném listě uvedeno „inter“, „jiný“, nebo „X“. Soud dále shledal veškeré invazivní zákroky snažící se jasně stanovit pohlaví intersexuální osoby neústavní s tím, že by se k nim měli lékaři schylovat pouze v ojedinělých případech, kdy je například ohrožen život pacienta. Finální verze nálezu byla publikována 29. června 2018. Účinnou se stala okamžitě.

## Vojenská služba
Rakousko umožňuje LGBT lidem sloužit otevřeně v jeho armádě.
Od roku 2014 začalo Rakousko umožňovat otevřenou službu v ozbrojených složkách i translidem. Inkluzivní politika se podle pozorovatelů stala účinnou od roku 2017.

## Životní podmínky

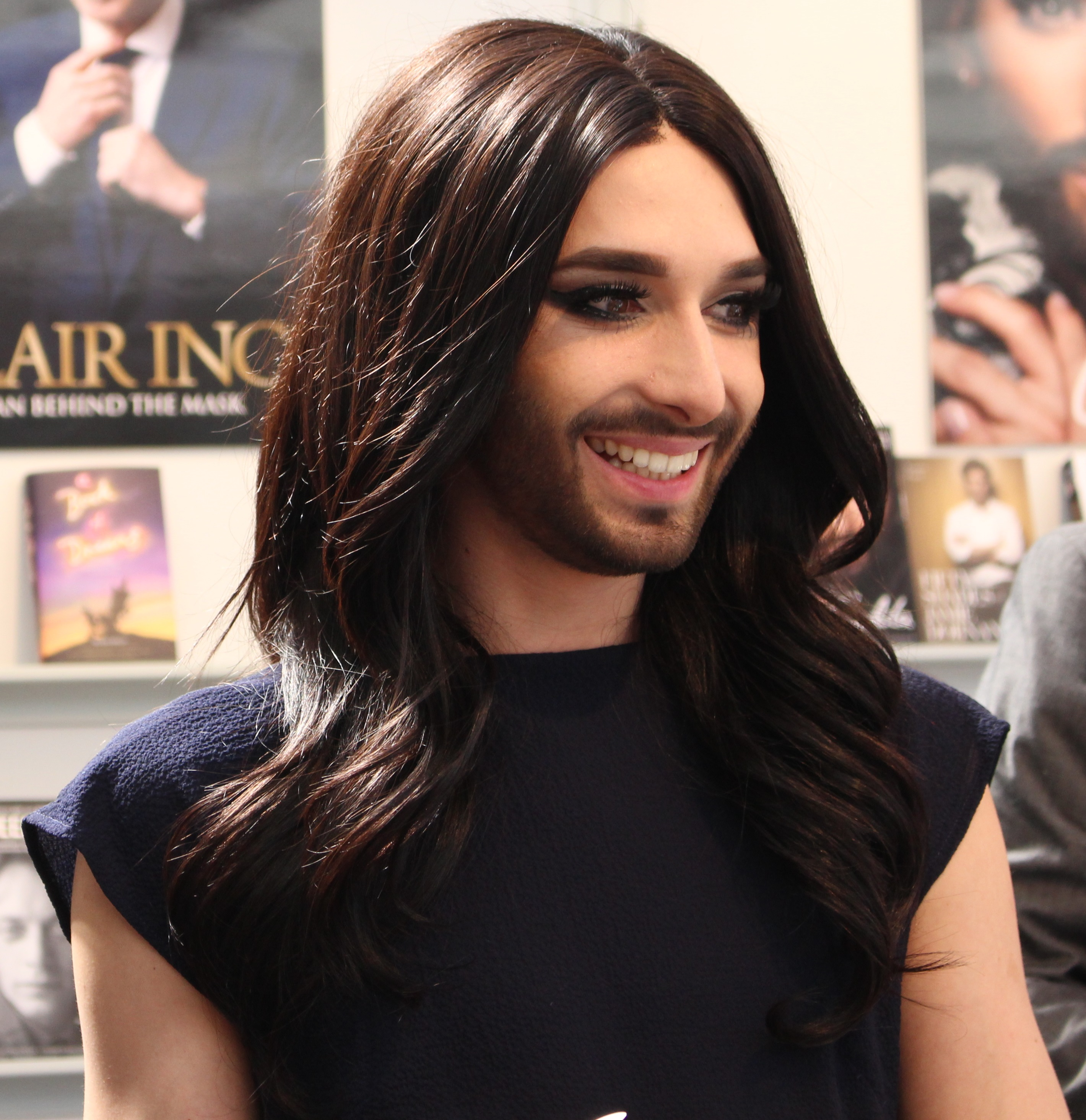
Rakouská drag queen Conchita Wurst vyhrála Eurovision Song Contest 2014.

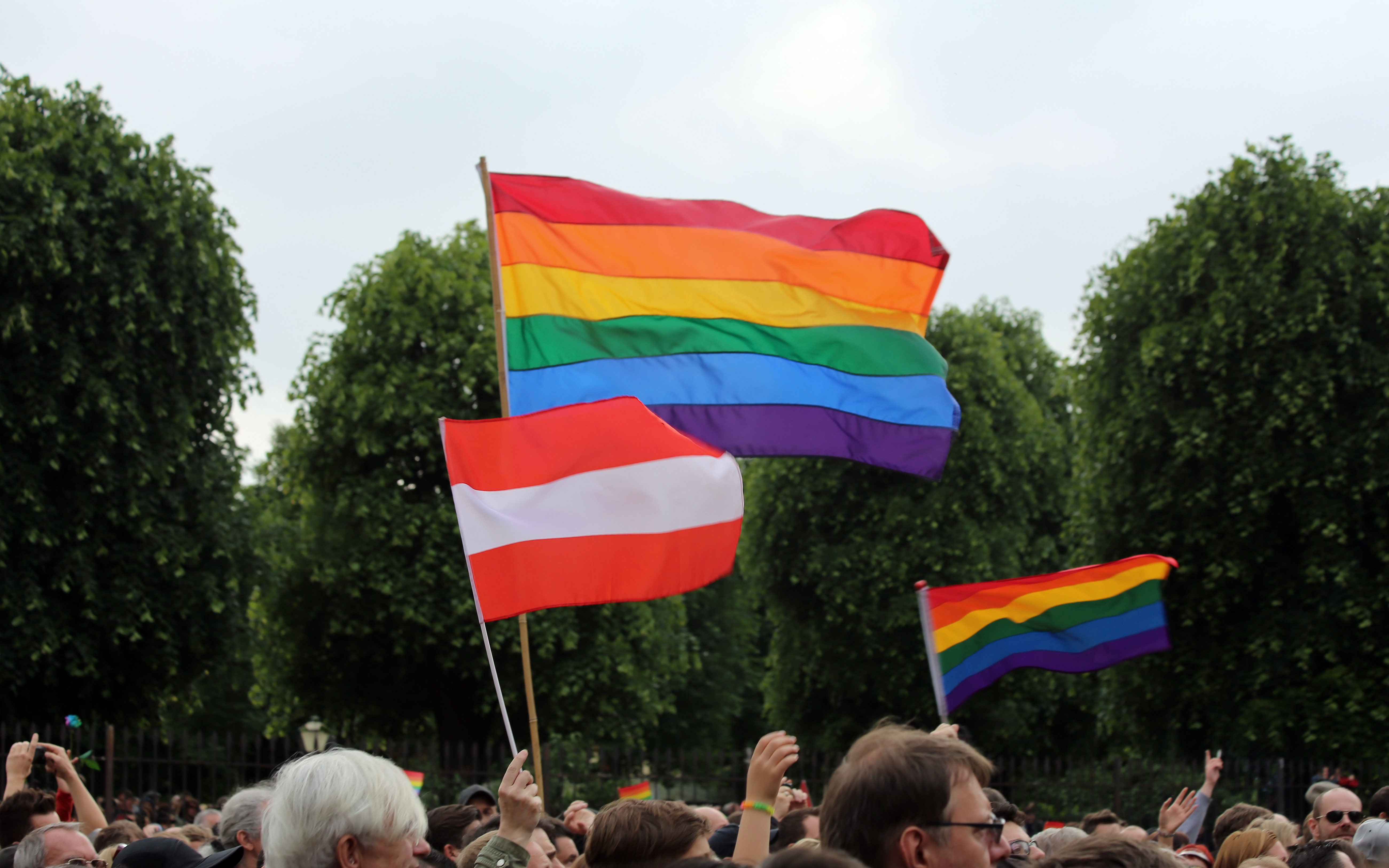
Duhová a rakouská vlajka na jednom z koncertu Conchity Wurst v roce 2014

### Politika
V roce 1995 se Mezinárodní tribunál pro lidská práva usnesl na tom, že v Rakousku přetrvávají negativní politické diskuze, jakož i společenské postoje ve vztahu k LGBT. Z tohoto důvodu odstartovaly první debaty na tomto poli ihned krátce po zveřejnění tohoto závěru. Iniciátorem bylo Liberální fórum (LiF), které se už angažovalo v kampani proti diskriminaci homosexuálů podle staré sekce 209 rakouského trestního zákoníku. Jeho novým cílem se stalo zrovnoprávnění v podobě manželství a adopcí. Podle sekce 209 byl legální věk způsobilosti k pohlavnímu styku stanovený pro gaye na 18 let, zatímco heterosexuálové a lesby mohli mít pohlavní styk už od 14. Sociální demokracie (SPÖ) a Zelení – Zelená alternativa v reakci na to vyjádřily svou podporu zrovnoprávnění homosexuálních párů.
Poté, co se Liberálnímu fóru nepodařilo překonat v parlamentních volbách 1999 uzavírací kvórum 4 %, začaly se Zelení a SPÖ věnovat tomuto tématu ještě více. SPÖ se dokonce na svém ročním sjezdu rozhodla udělat průlomové rozhodnutí o zahrnutí rovnoprávnosti pro homosexuální páry do svého programu. Prozatím navrhovala registrované partnerství („Eingetragene Partnerschaft“), včetně možnosti přiosvojení dítěte druhého partnera.) Zelená alternativa navrhovala model občanského paktu („Zivilpakt“), který byl velmi podobný tomu, o co se pokoušeli sociální demokraté v roce 2004.
Nicméně samotný pokrok byl velmi zpomalený. V roce 1998 přiznalo Rakousko homosexuálním párům v rámci novely trestního zákoníku právo nevypovídat proti svému partnerovi. V červnu 2002 zrušil ústavní soud sekci 209 trestního zákoníku, jejímž cílem bylo zavedení podsekce 207b ze strany koalice konzervativní ÖVP a krajně pravicové FPÖ. Cílem podsekce 207b sice snížilo legální věk způsobilosti k pohlavnímu styku pro všechny orientace na 14 let, ale s určitou věkovou výjimkou 3 let. I nadále mělo být zakázáno mít pohlavní styk s mladistvým 16 let za úplatu, jíž mohl být třeba pouhý dárek. Po rozhodnutí Evropského soudu pro lidská práva v kauze Karner proti Rakousku získaly homosexuální páry stejné právní postavení, jako mají nesezdaní heterosexuálové, tedy druh a družka. V roce 2005 zahájili Zelení nátlakovou kampaň za registrované partnerství během vídeňských komunálních voleb. 26. července 2006 bylo v Rakousku zaznamenáno první fakticky stejnopohlavní manželství mezi Angelikou Fraslovou a transženou, které ústavní soud umožnil navzdory procházející změně pohlaví z muže na ženu zůstat ve stávajícím manželství, v němž už vychovávaly dvě děti.
V prosinci 2005 shledala Karin Gastingerová, rakouská ministryně spravedlnosti a bývalá členka středopravicové Aliance pro budoucnost Rakouska, že by homosexuální páry měly mít právo na poskytování informací o zdravotním stavu svého partnera. Její snaha se však minula s účinkem.
Poté, co v roce 2007 vytvořili vládní koalici konzervativci a sociální demokraté, vypadalo by to, že dojde k několika hlavním změnám na poli práv sexuálních menšin. Opak se stal pravdou. Ačkoliv se ministryně spravedlnosti Maria Bergerová (SPÖ) snažila udělat maximum, narážela na odpor ze strany koaličního partnera reprezentovaného ÖVP, čímž byla v podstatě zahnána do kouta stejně, jako její předchůdkyně v úřadu Gastingerová.
Kromě toho Maria Fakterová, bývalá předsedkyně parlamentního výboru pro spravedlnost a bývalá ministryně vnitra, opakovaně zdůrazňovala své odmítavé stanovisko k registrovanému partnerství, které v konzervativních kruzích přetrvávalo. Nicméně nakonec i navzdory opozici byl nakonec návrh zákona o registrovaném partnerství v prosinci 2009 přijat.
Tak jako tak existuje v Rakousku pořád silná opozice LGBT práv, jejímiž hlavními politickými představiteli jsou lidovci (ÖVP) a svobodní (FPÖ).

#### Otevření LGBT politici
Mezi otevřeně LGBT rakouské politiky patří například Ulrike Lunaceková, bývalá předsedkyně Zelených a viceprezidentka Evropského parlamentu. Lunaceková byla zvolená do Národní rady v r. 1999, v níž sloužila deset let. V r. 2009 se stala první otevřeně lesbickou europoslankyní. Z politiky odešla v r. 2017. Ten samý rok se Mario Lidner (SPÖ) stal první otevřeným gay politikem zvoleným do Národní rady. Dalším rakouským politikem otevřeně se hlásícím k LGBT komunitě je Gerlad Grosz, poslanec Národní rady v letech 2008-2013 a předseda Aliance budoucnosti rakouska v letech 2013-2015. K homosexuální orientaci se přihlásil v r. 2015 před svým odchodem z politiky. Členka Spolkové rady Ewa Dziedzicová (Zelení) a vídeňská radní Faika El-Nagashi (Zelení) jsou otevřenými lesbami. V dubnu 2019 se Georg Djundja (SPÖ) stal prvním otevřeně homosexuálním starostou Oberndorfu bei Salzburg.
V červnu 2019 se rakouská ministryně školství Iris Eliisa Rauskalová oficiálně přiznala, že žije v manželství se ženou, čímž se stala první otevřeně lesbickou členkou rakouské vlády.

### Kontroverze

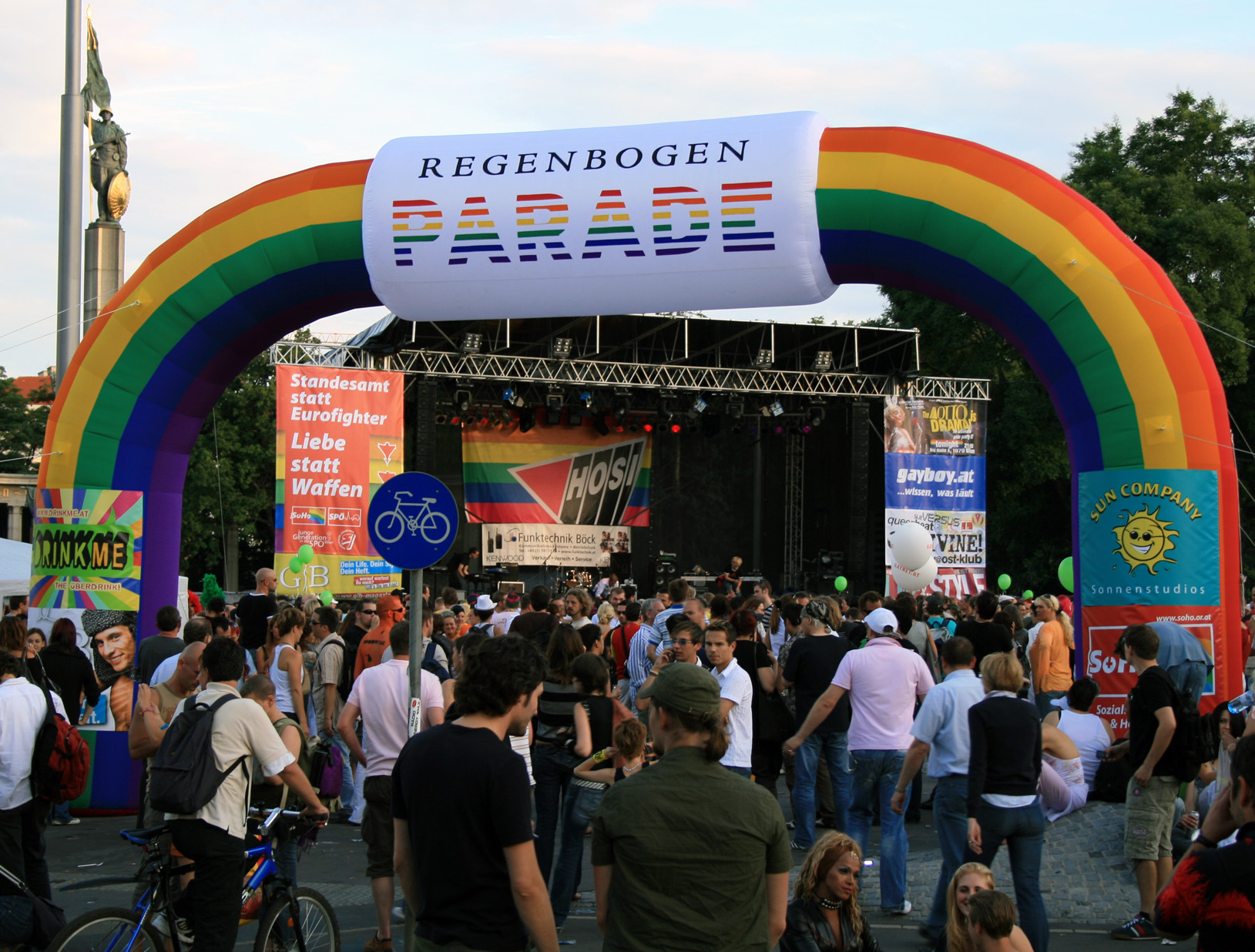
Regenbogenparade 2007

Předmětem mnohých spekulací spekulací ohledně jiné sexuální orientace se stal Jörg Haider, který vedení krajně pravicové Svobodné strany Rakouska (FPÖ) v roce 1986 a poté později vytvořil ještě více tradiční stranu sociálně konzervativní Alianci pro budoucnost Rakouska. Ty pokračovaly i nadále po jeho smrti při autonehodě v říjnu 2008. V r. 2009 byly zakázány některé výtisky v zájmu „ochrany osoby a soukromí Jörga Haidera“ a s nimi spojená tvrzení, že byl údajně homosexuál.

### Gay komunita
LGBT je nejvíc soustředěná ve velkých rakouských městech, jako jsou Vídeň, Linec, Innsbruck, Salcburk a Štýrský Hradec. Každý rok pořádá Vídeň pochod gay pride, který nese název Regenbogenparade (duhový festival).

### LGBT organizace
Mezi nejznámější rakouské organizace za LGBT práva patří HOSI Wien, nejstarší rakouská asociace gayů, leseb a bisexuálů založená v r. 1979, Österreichisches Lesben- und Schwulenforum (Rakouské gay a lesbické fórum), jejíž kořeny sahají do 90. let, a Afro Rainbow Austria, první organizace sdružující africké LGBT migranty.

## Souhrnný přehled
| Legální stejnopohlavní styk                                                             | (1971)                                                                   |
| Stejný věk legální způsobilosti k pohlavnímu styku pro obě orientace                    | (2002)                                                                   |
| Anti-diskriminační zákony v zaměstnání                                                  | (2004)                                                                   |
| Anti-diskriminační zákony v přístupu ke zboží a službám                                 | (na spolkové úrovni od roku 2007)                                        |
| Anti-diskriminační zákony v ostatních oblastech (homofobní urážky, zločiny z nenávisti) | (2016)                                                                   |
| Stejnopohlavní manželství                                                               | (2019)                                                                   |
| Jiná forma stejnopohlavního soužití                                                     | (Neregistrované soužití od r. 2003, registrované partnerství od r. 2010) |
| Adopce dítěte partnera                                                                  | (2013)                                                                   |
| Společná adopce dětí stejnopohlavními páry                                              | (2016)                                                                   |
| Gayové a lesby můžou otevřeně sloužit v armádě                                          | Yes                                                                      |
| Možnost změny pohlaví                                                                   | Yes                                                                      |
| Přístup k umělému oplodnění pro lesbické ženy                                           | (2014)                                                                   |
| Náhradní mateřství pro gay páry                                                         | (ilegální pro všechny páry bez ohledu na sexuální orientaci)             |
| MSM smějí darovat krev                                                                  | [ 36 ]                                                                   |